# 邦库尔 (厄尔-卢瓦省)
邦库尔（法語：Boncourt，法語發音：[bɔ̃kuʁ]）是法国厄尔-卢瓦省的一个市镇，属于德勒区。

## 地理
邦库尔（48°50'48"N, 1°27'40"E）面积3.71 平方千米，位于法国中央-卢瓦尔河谷大区厄尔-卢瓦省，该省份为法国北部内陆省份，北起顺时针与厄尔省、伊夫林省、埃松省、卢瓦雷省、卢瓦-谢尔省、萨尔特省和奧恩省接壤。
与邦库尔接壤的市镇（或旧市镇、城区）包括：阿内特、乌兰。

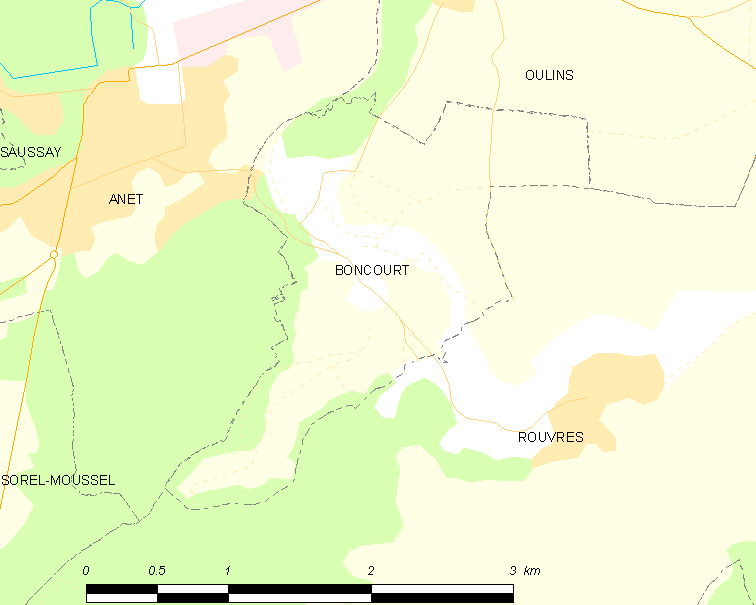
的OSM定位图

邦库尔的时区为UTC+01:00、UTC+02:00（夏令时）。

## 行政
邦库尔的邮政编码为28260，INSEE市镇编码为28050。

## 政治
邦库尔所属的省级选区为阿内特县。

## 人口

1962-2008年间人口变化图示

邦库尔于2022年1月1日时的人口数量为283人。